# Sheridon Baptiste
Sheridon Baptiste (* 6. Januar 1964 in Georgetown, Guyana) ist ein ehemaliger kanadischer Bobfahrer, der an den Olympischen Winterspielen 1992 in Albertville und den Olympischen Winterspielen 1994 in Lillehammer teilnahm.

## Karriere

### Olympische Winterspiele
Sheridon Baptiste gehörte im Jahr 1992 in Albertville bei den Olympischen Winterspielen 1992 zum kanadischen Aufgebot im Viererbob. Zusammen mit seinen Mannschaftskameraden Chris Farstad, Jack Pyc und Dennis Marineau nahm er am 21. und 22. Februar 1992 im Viererbob Canada 2 am olympischen Wettkampf teil. Im dritten Wertungslauf verpasste Jack Pyc am Start den Einstieg in den Viererbob und der Bob Canada 2 überquerte die Ziellinie nur mit drei Athleten an Bord. Daraufhin wurde die Wertung annulliert und der Bob Canada 2 disqualifiziert. Eine Medaille war nach den beiden Wertungsläufen in weite Ferne gerückt. Im ersten Lauf wurde eine Zeit von 58,61 s und im zweiten Lauf wurde eine Zeit 59,00 s erzielt was dem 11. und 15. Platz im jeweiligen Durchgang entsprach.
Seine letzten olympischen Wettkampf absolvierte Baptiste bei den Olympischen Winterspielen 1994 in Lillehammer, wo er zum kanadischen Aufgebot im Viererbob gehörte. Den Wettkampf im Viererbob absolvierte er zusammen mit Chris Lori, Chris Farstad und Glenroy Gilbert am 26. und 27. Februar 1994 auf der olympischen Bobbahn und belegte im Bob Canada 2 den 11. Platz von 30 gestarteten Viererbobs mit einer Gesamtzeit von 3:29,56 min aus vier Wertungsläufen.